# Walter Casagrande
Walter Casagrande Júnior (São Paulo, 15 april 1963) is een Braziliaans voormalig voetballer. 

## Biografie
Casagrande is een jeugdproduct van Corinthians. In 1982 en 1983 won hij met de club het Campeonato Paulista. In 1986 trok hij naar het Portugese FC Porto. Met deze club won hij de Europacup I van 1986/87. In 1987 ging hij dan naar het Italiaanse Ascoli en scoorde hier vele doelpunten, alvorens hij in 1991 naar Torino ging. Met deze club speelde hij in 1992 de finale van de UEFA Cup tegen Ajax. De clubs speelden twee keer gelijk, maar omdat Ajax op verplaatsing scoorde kregen zij de titel. Een jaar later won hij met Torino wel de Coppa Italia. Dat jaar keerde hij ook terug naar Brazilië en ging voor Flamengo spelen, maar keerde een jaar later terug naar zijn club waar het begon, Corinthians. Hij beëindigde zijn carrière bij kleinere clubs. 
Van 1985 tot 1986 speelde hij ook negentien keer voor het Braziliaans nationaal elftal. Hij zat ook in de selectie voor het WK 1986. 
Hij werd commentator op televisie voor voetbalwedstrijden. Na een zwaar ongeval in 2007 keerde hij pas in 2009 terug op het scherm. 

## Erelijst
Corinthians
- Campeonato Paulista: 1982, 1983

 FC Porto
- Europacup I: 1986/87

 Torino
- Coppa Italia: 1992/93

Individueel
- Topscorer Campeonato Paulista: 1982 (28 doelpunten)
- Topscorer Serie B: 1990/91 (22 doelpunten)

1 Carlos ·
2 Édson ·
3 Oscar ·
4 Edinho  ·
5 Falcão ·
6 Júnior ·
7 Müller ·
8 Casagrande ·
9 Careca ·
10 Zico ·
11 Edivaldo ·
12 Paulo Vítor ·
13 Josimar ·
14 Júlio César ·
15 Alemão ·
16 Mauro Galvão ·
17 Branco ·
18 Sócrates ·
19 Elzo ·
20 Paulo Silas ·
21 Valdo ·
22 Leão ·
Coach: Santana